# Saint-Jean-de-Galaure
Saint-Jean-de-Galaure ist eine französische Gemeinde mit 1.258 Einwohnern (Stand 1. Januar 2022) im Département Drôme in der Region Auvergne-Rhône-Alpes. Die Gemeinde gehört zum Arrondissement Valence und zum Kanton Saint-Vallier.
Sie entstand mit Wirkung vom 1. Januar 2022 als Commune nouvelle durch Zusammenlegung der bis dahin selbstständigen Gemeinden La Motte-de-Galaure und Mureils, die fortan den Status von Communes déléguées besitzen. Der Verwaltungssitz befindet sich in La Motte-de-Galaure.

## Gemeindegliederung
| Commune déléguée                      | Ehemaliger INSEE-Code | PLZ   | Fläche (km²) | Einwohnerzahl (2022) |
| ------------------------------------- | --------------------- | ----- | ------------ | -------------------- |
| La Motte-de-Galaure (Verwaltungssitz) | 26216                 | 26240 | 7,73         | 774                  |
| Mureils                               | 26219                 | 26240 | 5,45         | 484                  |

## Geographie
Saint-Jean-de-Galaure liegt im westlichen Teil des Départements ca. 30 Kilometer nördlich von Valence und ca. 50 Kilometer südöstlich von Saint-Étienne.
Umgeben wird Saint-Jean-de-Galaure von den acht Nachbargemeinden:
| Albon     | Fay-le-Clos Anneyron                        | Châteauneuf-de-Galaure |
| Saint-Uze | Kompassrose, die auf Nachbargemeinden zeigt | Saint-Avit             |
|           | Saint-Barthélemy-de-Vals                    | Claveyson              |

Saint-Jean-de-Galaure liegt im Einzugsgebiet des Flusses Rhone.
Das Zentrum der Gemeinde befindet sich auf einer Anhöhe über dem Tal eines Nebenflusses der Rhone, der Galaure, die in südwestlicher Richtung fließt. Der Fluss Avenon durchquert das Gemeindegebiet von Nord nach Süd, bevor er hier in die Galaure mündet.

## Sehenswürdigkeiten

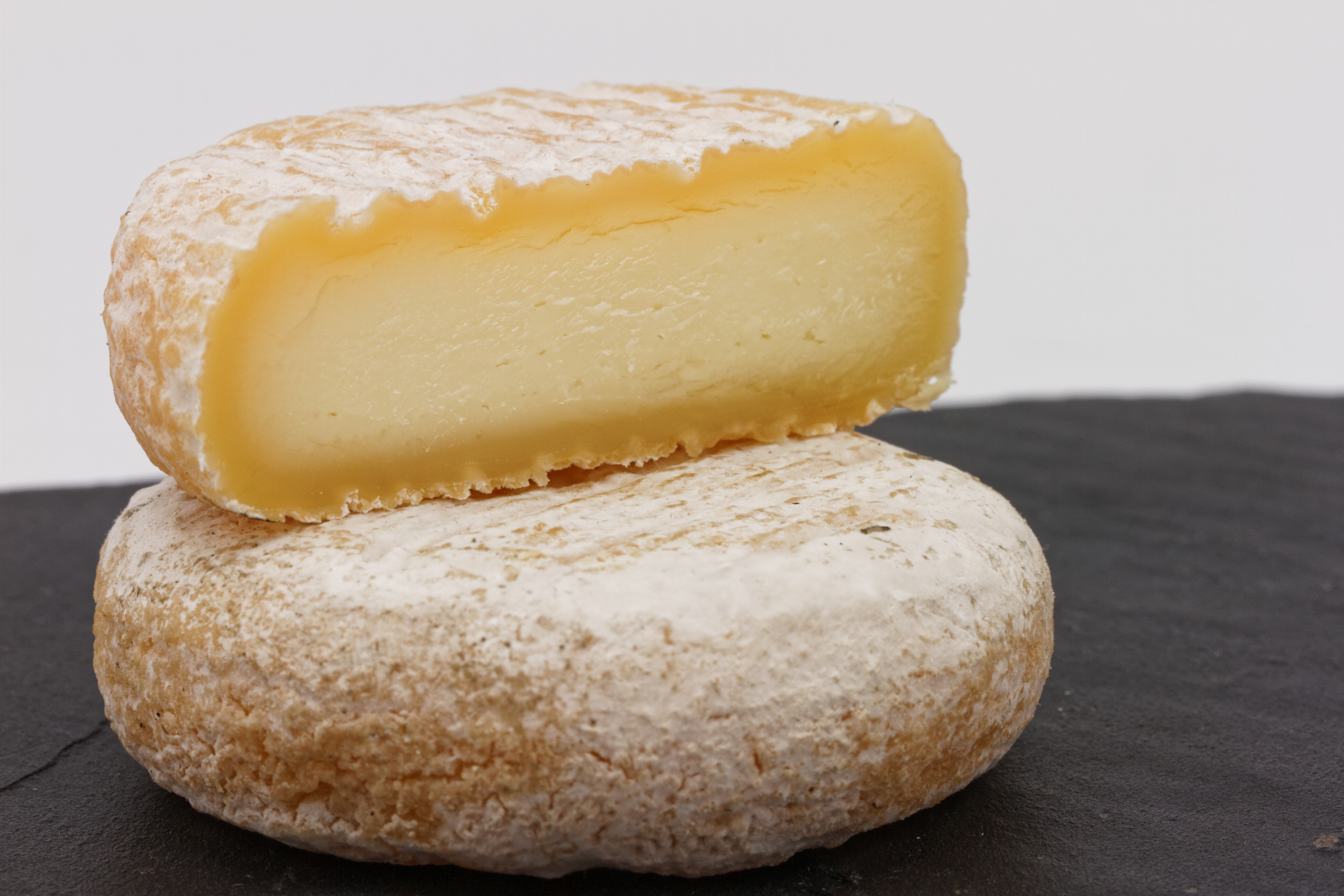
Picodon

| Name                                         | Ort                 | Bemerkungen                                             | Bild |
| -------------------------------------------- | ------------------- | ------------------------------------------------------- | ---- |
| Kirche Sainte-Agnès des Benediktinerpriorats | La Motte-de-Galaure | 12. Jahrhundert, als Monument historique eingeschrieben |      |
| Benediktinerpriorat                          | La Motte-de-Galaure | 11. und 12. Jahrhundert                                 |      |
| Neogotische Kirche Saint-Jean                | Mureils             | 19. Jahrhundert                                         |      |
| Schloss La Bretonnière                       | Mureils             | Frühes 14. Jahrhundert                                  |      |
| Ruinen eines Donjon                          | Mureils             |                                                         |      |

## Wirtschaft
Saint-Jean-de-Galaure liegt in den Zonen AOC des Picodon, eines Weichkäses aus Schafmilch.

### Bildung
Die Gemeinde verfügt über eine öffentliche Schule Ècole Des Papillons in La Motte-de-Galaure mit 62 Schülerinnen und Schülern im Schuljahr 2021/2022 und eine öffentliche Schule in Mureils mit 18 Schülerinnen und Schülern im Schuljahr 2021/2022.

### Verkehr
Die Schnellfahrstrecke LGV Rhône-Alpes durchquert das Gebiet der Gemeinde ohne Haltepunkt.
Die Route départementale 51 durchzieht die Gemeinde von Südwest nach Nordost.
Die Gemeinde wird von Autobussen der Linie 3 der öffentlichen Gesellschaft Sud Rhône-Alpes Déplacements Drôme Ardèche (SRADDA) angefahren. Sie führt von Le Grand-Serre nach Saint-Vallier mit Anbindung an das Transportnetz des TER Auvergne-Rhône-Alpes, einer Regionalbahn der staatlichen SNCF.